# Only If...
„Only If...” – pierwszy i jedyny singel z kompilacji największych przebojów Paint the Sky with Stars irlandzkiej wokalistki i kompozytorki Enyi, wydany nakładem Warner Music w 1997 r.

## Historia nagrania
W związku ze zbliżającym się dziesięcioleciem pracy artystycznej Enyi, w lutym 1997 roku wytwórnia Warner zasugerowała wydanie pierwszego w jej karierze best-ofu, do którego artystka sama wybrała listę utworów. Enya stwierdziła wówczas, że dobrze byłoby wrócić do studia na krótki okres, by nagrać dwa nowe utwory, które weszły w skład kompilacji.

## Tekst
Autorem tekstu jest tradycyjnie Roma Ryan, irlandzka poetka. Po zaprezentowaniu jej melodii przez Enyę, Ryan zdecydowała się napisać pozytywnie brzmiący tekst, opowiadający o momencie podjęcia ryzykownej decyzji. Inspiracją do napisania tekstu był wiersz Guillaume’a Apollinnaire’a „Podejdźcie do krawędzi”.

## Dostępne wydania
Singel wydano na singlu, maxi singlu CD, kasecie magnetofonowej (single cassette) oraz na małej płycie winylowej (SP).
| Maxi CD(DE) – (AUS) – (TW) – (USA) / Cassette MC (USA) | Maxi CD(DE) – (AUS) – (TW) – (USA) / Cassette MC (USA) | Maxi CD(DE) – (AUS) – (TW) – (USA) / Cassette MC (USA) |
| Nr                                                     | Tytuł utworu                                           | Długość                                                |
| ------------------------------------------------------ | ------------------------------------------------------ | ------------------------------------------------------ |
| 1.                                                     | „Only If...” (Enya-Roma Ryan)                          | 3:17                                                   |
| 2.                                                     | „Willows on the Water” (Enya)                          | 3:01                                                   |
| 3.                                                     | „Oíche chiún” (tradycyjna)                             | 3:45                                                   |
|                                                        |                                                        | 10:03                                                  |

| CD Single(DE) / Cassette MC (UK) / winyl 7" (US) | CD Single(DE) / Cassette MC (UK) / winyl 7" (US) | CD Single(DE) / Cassette MC (UK) / winyl 7" (US) |
| Nr                                               | Tytuł utworu                                     | Długość                                          |
| ------------------------------------------------ | ------------------------------------------------ | ------------------------------------------------ |
| 1.                                               | „Only If...” (Enya-Roma Ryan)                    | 3:17                                             |
| 2.                                               | „Oíche chiún” (tradycyjna)                       | 3:45                                             |
|                                                  |                                                  | 7:02                                             |

## Teledysk
Teledysk do utworu w reżyserii Dana Nathana został nagrany w obiektach Mentmore Towers w miejscowości Buckinghamshire w Anglii.

## Promocja utworu w mediach
Poniższa tabela przedstawia listę znanych wystąpień telewizyjnych, w trakcie których Enya wykonała utwór „Only If...”:
| Nazwa emisji                     | Państwo         | Data            | Typ wykonania |
| -------------------------------- | --------------- | --------------- | ------------- |
| Royal Variety Performance        | Wielka Brytania | 1 grudnia 1997  | Playback      |
| Rosie O’Donnell Show             | USA             | 12 grudnia 1997 | Playback      |
| Late Show with David Letterman   | USA             | grudzień 1997   | Playback      |
| rozdanie nagród (nazwa nieznana) | Niemcy          | 1997            | Playback      |
| (nazwa nieznana)                 | Japonia         | 1997            | Playback      |